# 缪协兴
缪协兴（1959年8月—），江苏江阴人，汉族，中华人民共和国政治人物、全国人民代表大会江苏地区代表。
毕业于中国矿业大学矿山工程力学专业，加入中国民主同盟。担任中国矿业大学副校长。2008年起担任全国人大代表。2013年，被选为全国人大代表。